# Креден
Креден (фр. Crédin) насеље је и општина у северозападној Француској у региону Бретања, у департману Морбијан која припада префектури Понтиви.
По подацима из 2011. године у општини је живело 1506 становника, а густина насељености је износила 44,64 становника/km². Општина се простире на површини од 33,74 km². Налази се на средњој надморској висини од 120 метара (максималној 139 m, а минималној 52 m).

## Демографија
| 1962. | 1968. | 1975. | 1982. | 1990. | 1999. | 2011. |
| ----- | ----- | ----- | ----- | ----- | ----- | ----- |
| 1.490 | 1.511 | 1.466 | 1.397 | 1.375 | 1.368 | 1.506 |

График промене броја становника у току последњих година